# Miriam Naor

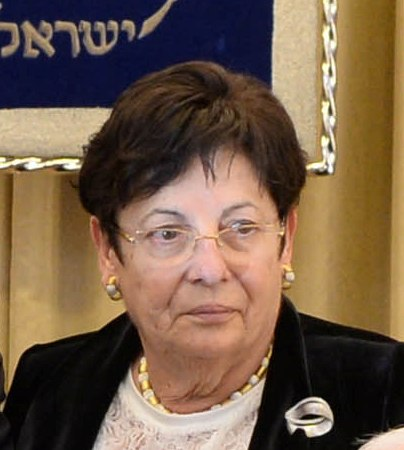
Miriam Naor (2015)

Miriam Naor (hebräisch מרים נאור; * 26. Oktober 1947 in Jerusalem; † 24. Januar 2022 ebenda) war eine israelische Juristin. Von 2015 bis 2017 war sie Präsidentin des Obersten Gerichts Israels.

## Werdegang
Naor studierte Rechtswissenschaften an der Hebräischen Universität Jerusalem und promovierte 1971. Von 1972 bis 1979 war sie Staatsanwältin und 1980 wurde sie als Richterin vereidigt. Von 1972 bis 2001 lehrte sie an der juristischen Fakultät der Hebräischen Universität. Von 2015 bis 2017 war sie Präsidentin des israelischen Obersten Gerichts; ihre Amtszeit endete mit Erreichen der für Richter festgelegten Altersgrenze von 70 Jahren.
Sie war beteiligt an einer Entscheidung des Obersten Gerichts, das die Einsperrung von Asylsuchenden beendete. Die höchstrichterliche Entscheidung, die Befreiung von Jeschiwastudenten vom Militärdienst aufzuheben, wurde unter ihrem Vorsitz gefällt.